# Аралбаев, Жалгасбай
Жалгасбай Аралбаев (каз. Жалғасбай Аралбаев; 1893—1979) — казахский акын, певец, кюйши.
Родился 31 марта 1893 года в нынешнем Казалинском районе Кызылординской области. Пропагандировал в народе произведения акынов-жырау, певцов-кюйши Сырдарьинского края. Выступал в составе эстрадной концертной бригады Нартая Бекежанова. После войны переехал в Каракалпакию. Песни, толгау и кюи Аралбаева широко распространены в народе. В его исполнении записаны толгау Базар-жырау «Ақтолық-ай», «Күміс-ай», Омара Шораякулы «Өмір өткелдері», народные кюи, а также собственные произведения «Өсекшілерге», «Өткен заман, қай заман» и другие. Жалгасбай Аралбаев скончался в 1979 году в городе Нукус.